# Karel Wellner

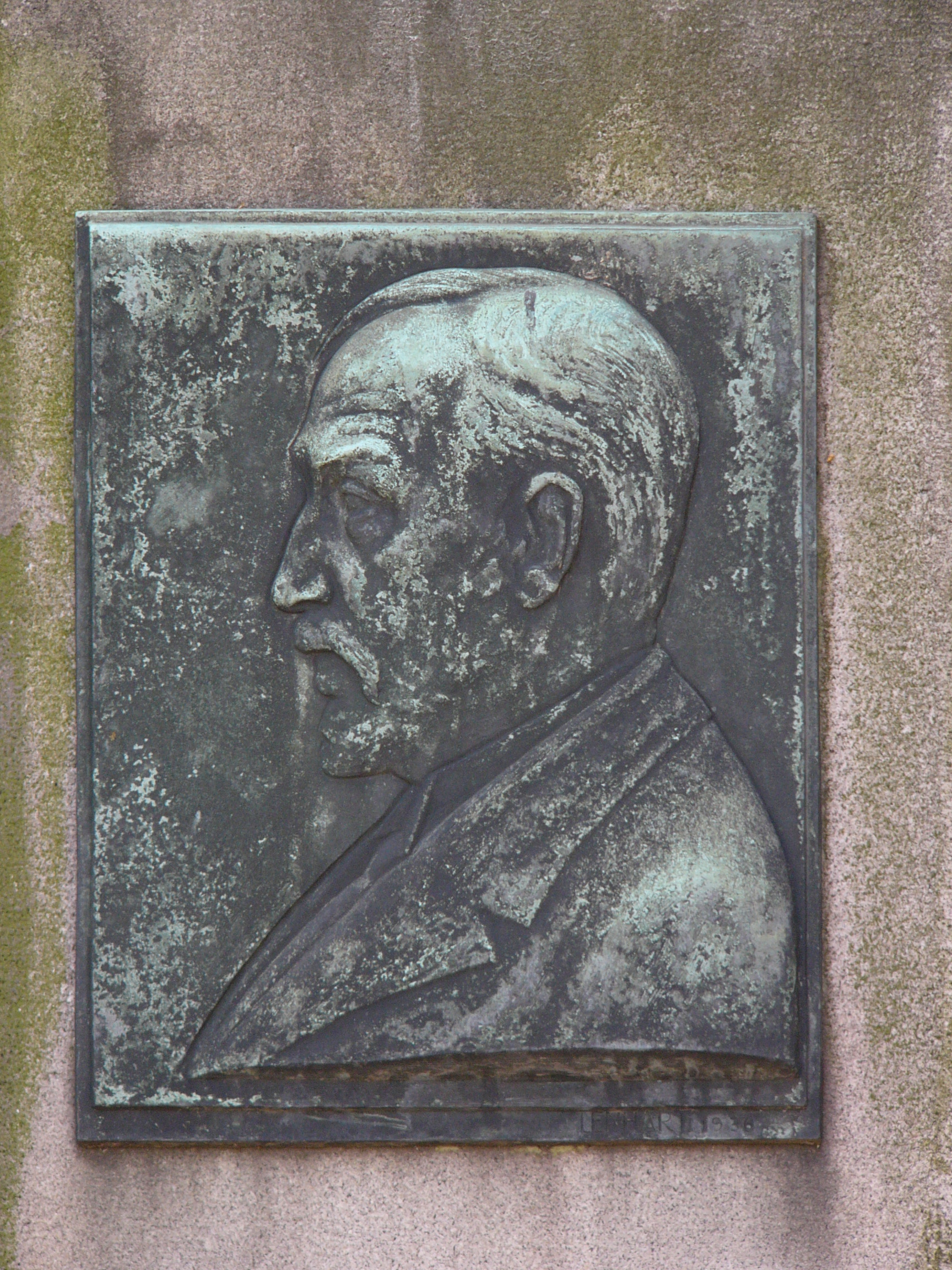
Reliéf Karla Wellnera v Olomouci vytvořil Karel Lenhart roku 1936

Profesor Karel Wellner (5. března 1875, Unhošť – 14. června 1926, Olomouc) byl český grafik, malíř, kreslíř, ilustrátor, výtvarný historik a kritik. Byl také pedagog bývalé České reálky v Olomouci.

## Život
Karel Wellner maturoval na reálce v Praze, absolvoval techniku a Umělecko průmyslovou školu v Praze. V roce 1902 přechází z reálného gymnázia v Praze na českou starou reálku v Olomouci. V letech 1904 až 1906 navštěvoval soukromou malířskou školu u Aloise Kalvody. V roce 1905 spoluorganizuje výstavu SVU Mánes v Olomouci. 
Byl činným v odborné literatuře, např. Kreslení lidské hlavy (1907), Perspektivě snadno a rychle (1908), Kreslení v přírodě (1910) a další. Některá jeho díla byla vydána v Německu, např. Kopf Zeichen (1909). Jeho aktivní publikační, osvětovou a výstavní činnost shrnuje periodikum Pozor (24. 12. 1913). 
Jako malíř vystavuje s Jednotou umělců výtvarníků v Praze. Od počátku vzniku se účastní výstav Sdružení výtvarných umělců moravských. V prosinci 1907 se účastní výstavy Sdružení v Uherském Hradišti, která byla posmrtně věnována dílu Cyrila Mandela. Podílel se na odborných textech v rámci uměleckého spolkového periodika Umělecký list. Umělecky byl činným hlavně v grafice. Vydal několik cyklů litografií a leptů ze staré Olomouce. Nejznámější je jeho cyklus 10 litografií Olomouc ve sněhu z roku 1917 a dále Album českého Olomouce z roku 1919 a o něco později vydává Cyklus moravských měst. V roce 1924 vydává ve spolupráci s nakladatelstvím Pozoru 56 uměleckých pohlednic s obrázky moravských měst.
Zahájení jeho posmrtné výstavy, pořádané Klubem přátel umění v Olomouci počátkem října 1926, se zúčastnila řada významných osobností Olomouce. Úvodní slovo měli prof. ing. Fr. Rompart a prof. Mojžíšek za německý klub přátel umění. Bylo vystaveno 52 olejomaleb, 55 akvarelů, 114 kreseb, 28 leptů a 8 litografií.  
Klub přátel umění v Olomouci k výročí 10 let od úmrtí prof. Karla Wellnera uspořádal výstavu jeho díla a byla instalována pamětní deska od sochaře Karla Lenharta. Po prof. Karlu Wellnerovi byla v Olomouci pojmenována ulice.

## Galerie

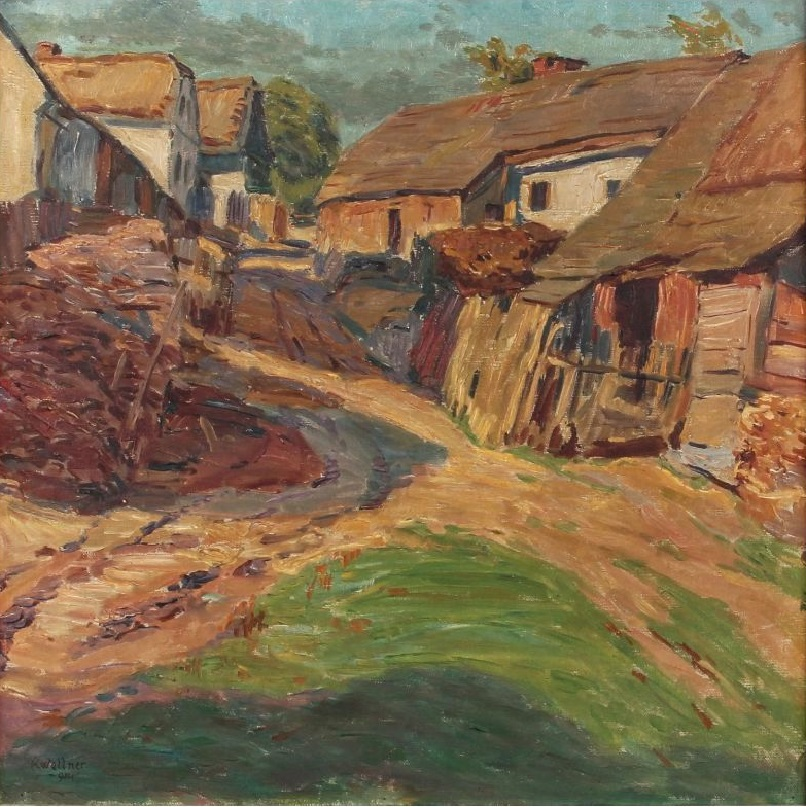
Karel Wellner Vesnice (1914)
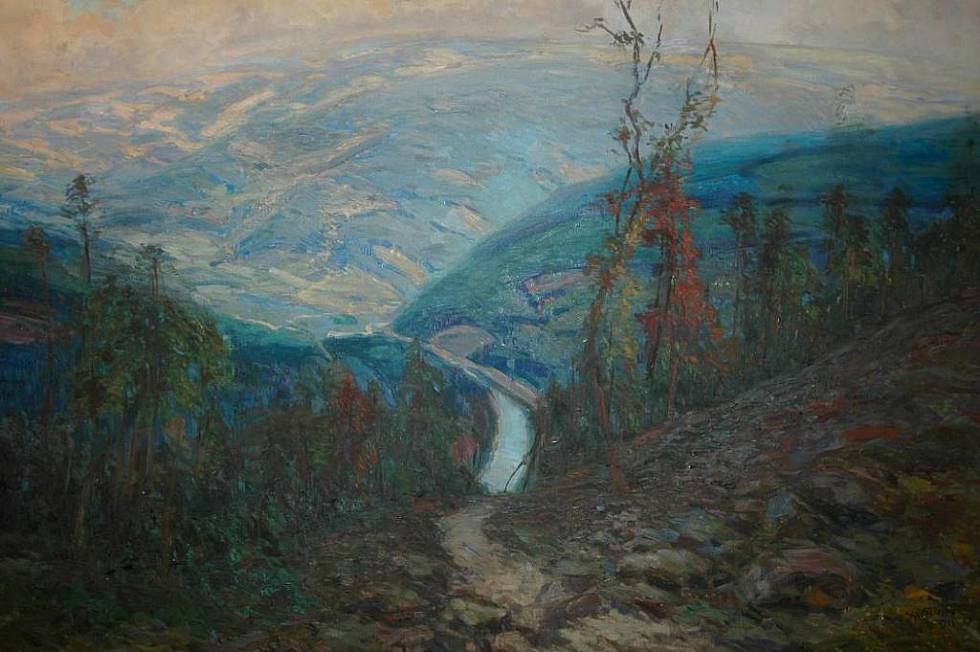
Karel Wellner Bělkovické údolí
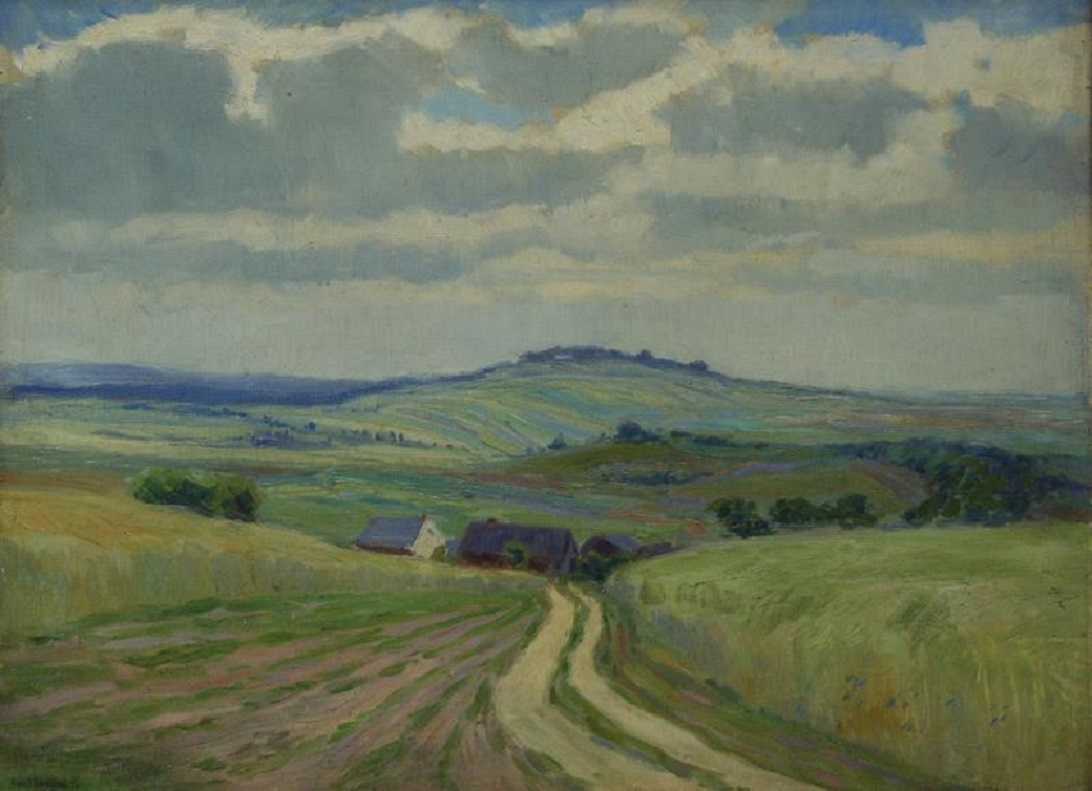
Karel Wellner Pohled do kraje
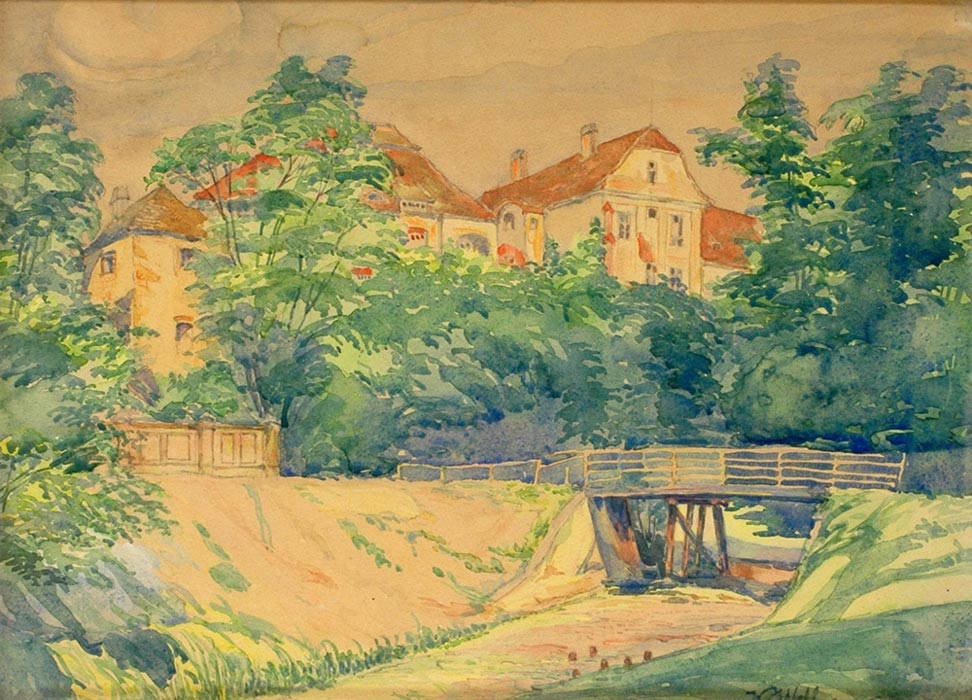
Karel Wellner Lávka (akvarel)
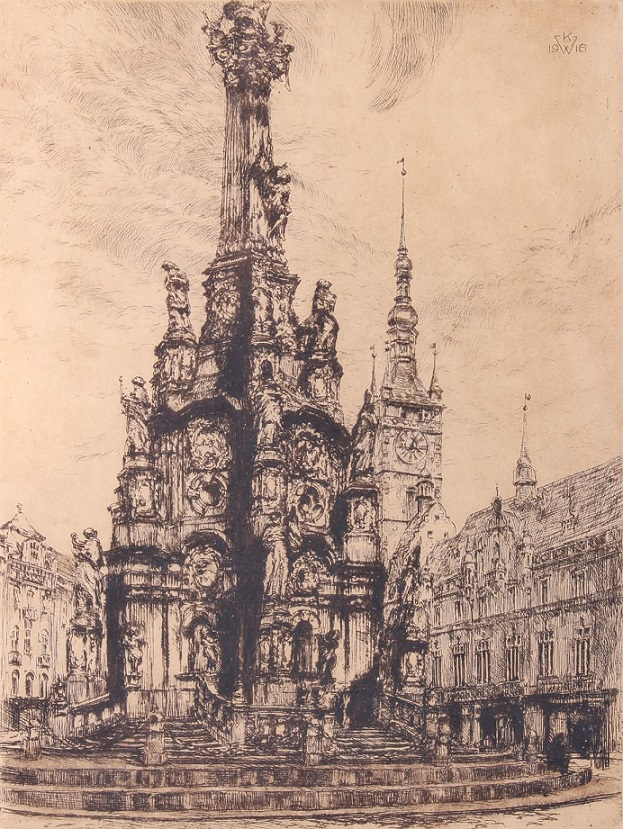
Karel Wellner Sloup Nejsvětější Trojice v Olomouci (1916)
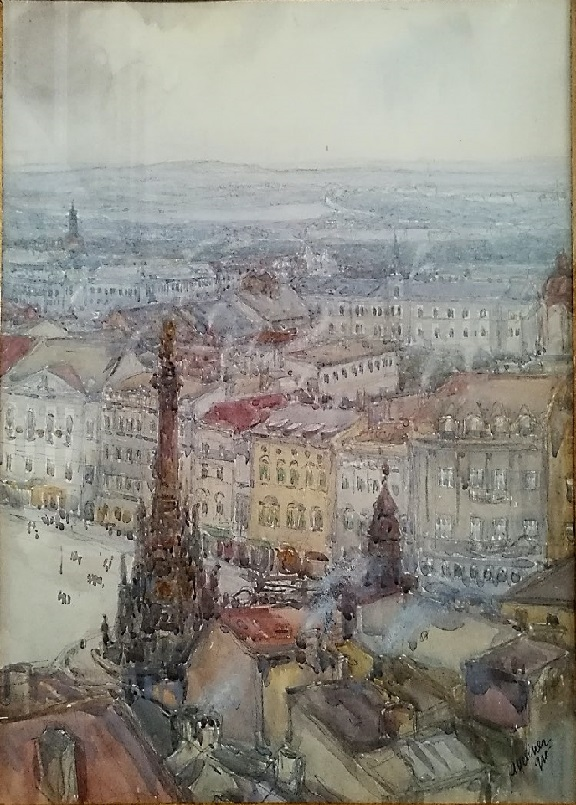
Karel Wellner Magistrát Olomouce (akvarel, 1918)
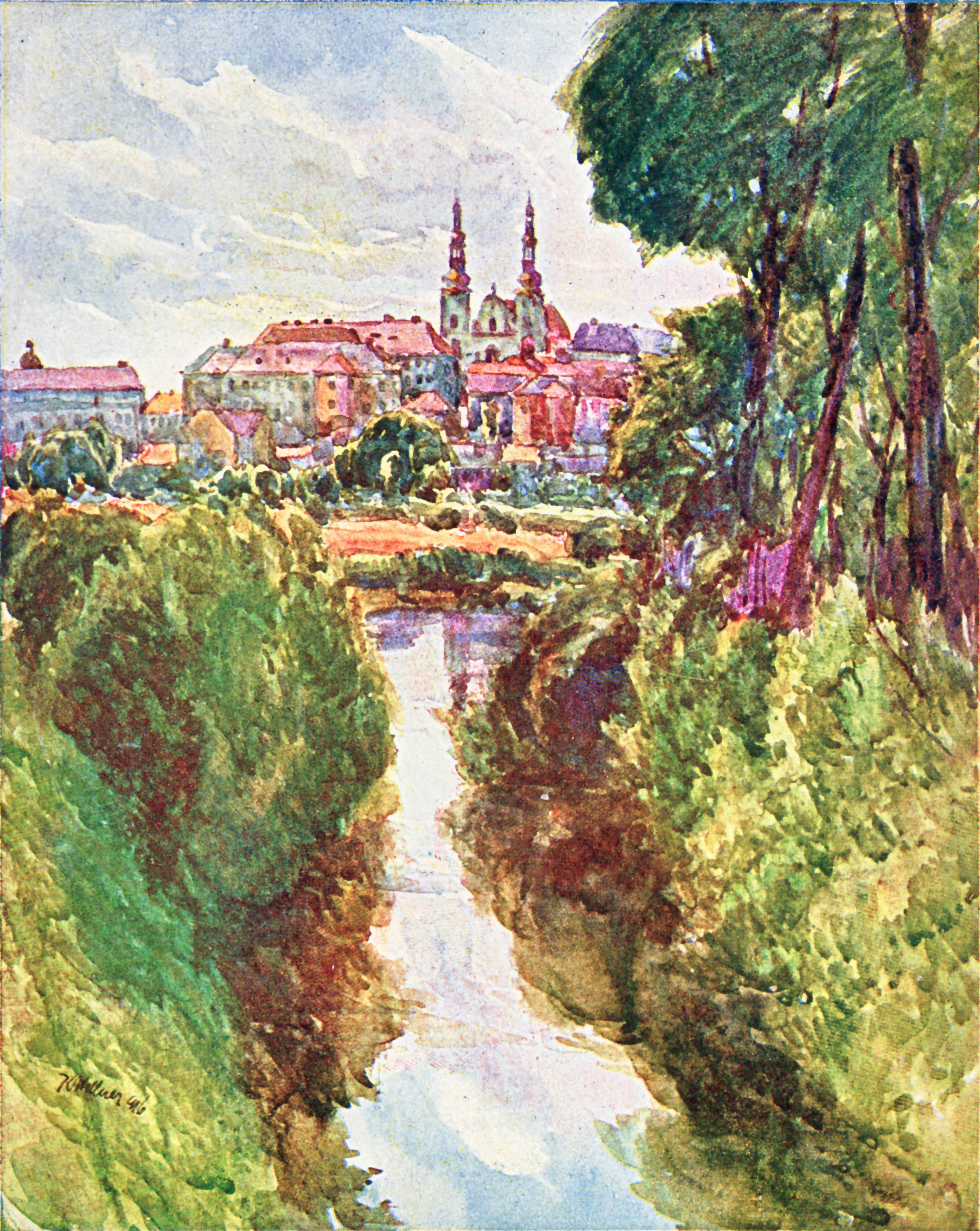
Karel Wellner Chrám v Olomouci (akvarel)
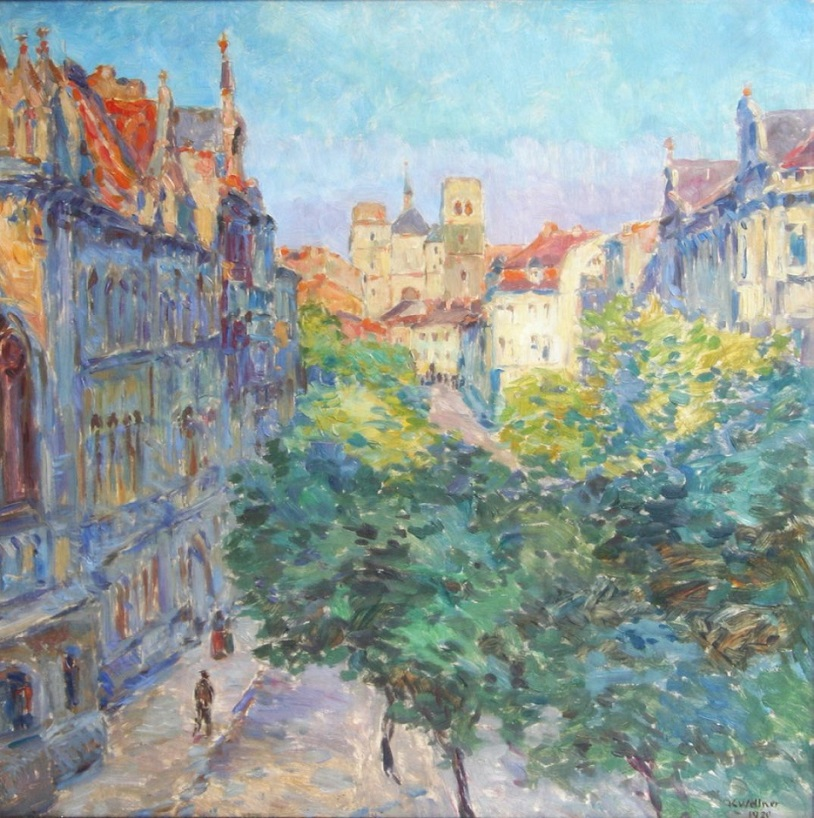
Karel Wellner Palackého ulice (1920)
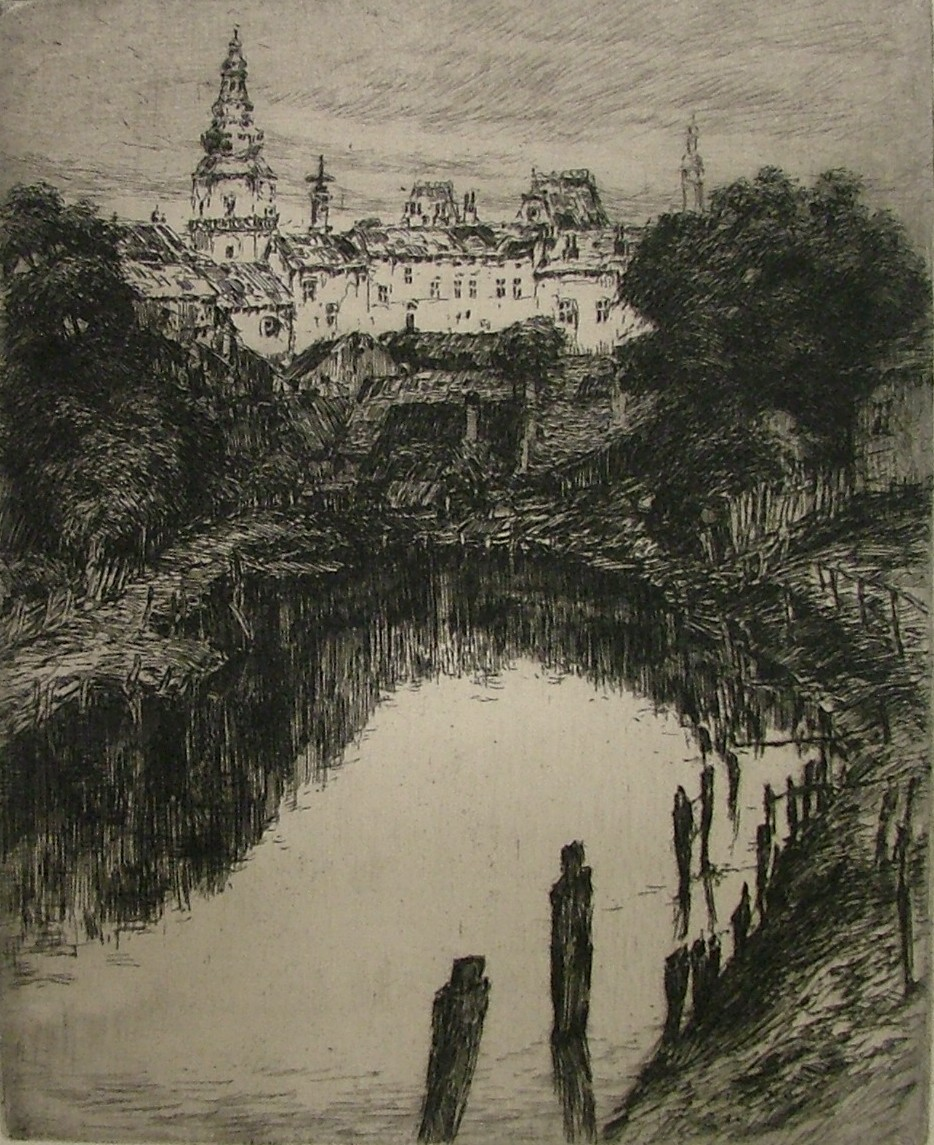
Karel Wellner Za městem (lept)
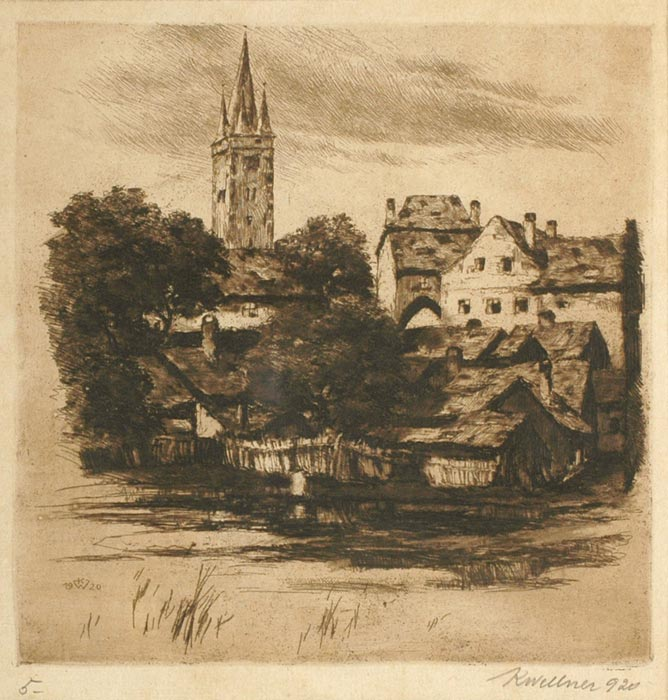
Karel Wellner Z Telče (1920, lept)